# Theophil Richter
Theophil Richter, russifié en Теофил Данилович Рихтер (Théophile Danilovitch Richter), né le 17 avril (dans le calendrier julien) 1872 à Jitomir (Gouvernement de Volhynie dans l'Empire russe) et mort fusillé le 6 octobre 1941 à Odessa en URSS, est un musicien, pédagogue et compositeur allemand de Russie, puis soviétique, père du fameux pianiste Sviatoslav Richter.

## Biographie
Les parents de Theophil Richter sont des Allemands originaires de Thuringe venus s'installer dans l'Empire russe à l'appel de l'empereur Alexandre II après 1861. Le père possède deux magasins et ateliers d'instruments de musique, l'un à Bérézina, l'autre à Jitomir. Leur cadet Theophil étudie de 1893 à 1900 au conservatoire de Vienne le piano et la composition. Il étudie aussi à Vienne auprès du compositeur Robert Fuchs et y tisse des liens d'amitié avec Franz Schreker. Il entame ensuite une carrière de professeur de musique et de compositeur. Il se marie la quarantaine bien passée avec une Russe de Jitomir, son ancienne élève Anna Moskaliova, passionnée de musique et fille d'un propriétaire foncier appartenant à la noblesse, Pavel Petrovitch Moskaliov, et de son épouse de lointaine ascendance allemande, née Elisaveta von Reinicke. Les Moskaliov mettent du temps à donner leur accord à cette union à cause de la différence de religion (luthériens pour les uns, orthodoxes pour les autres) et de milieu, les Richter étant de simples bourgeois relativement aisés, et Theophil est beaucoup plus âgé que sa fiancée. Anna Richter donne naissance à leur fils, Sviatoslav, le 20 mars 1915. Celui-ci décrit son père comme son seul professeur aux côtés de Heinrich Neuhaus et Richard Wagner.

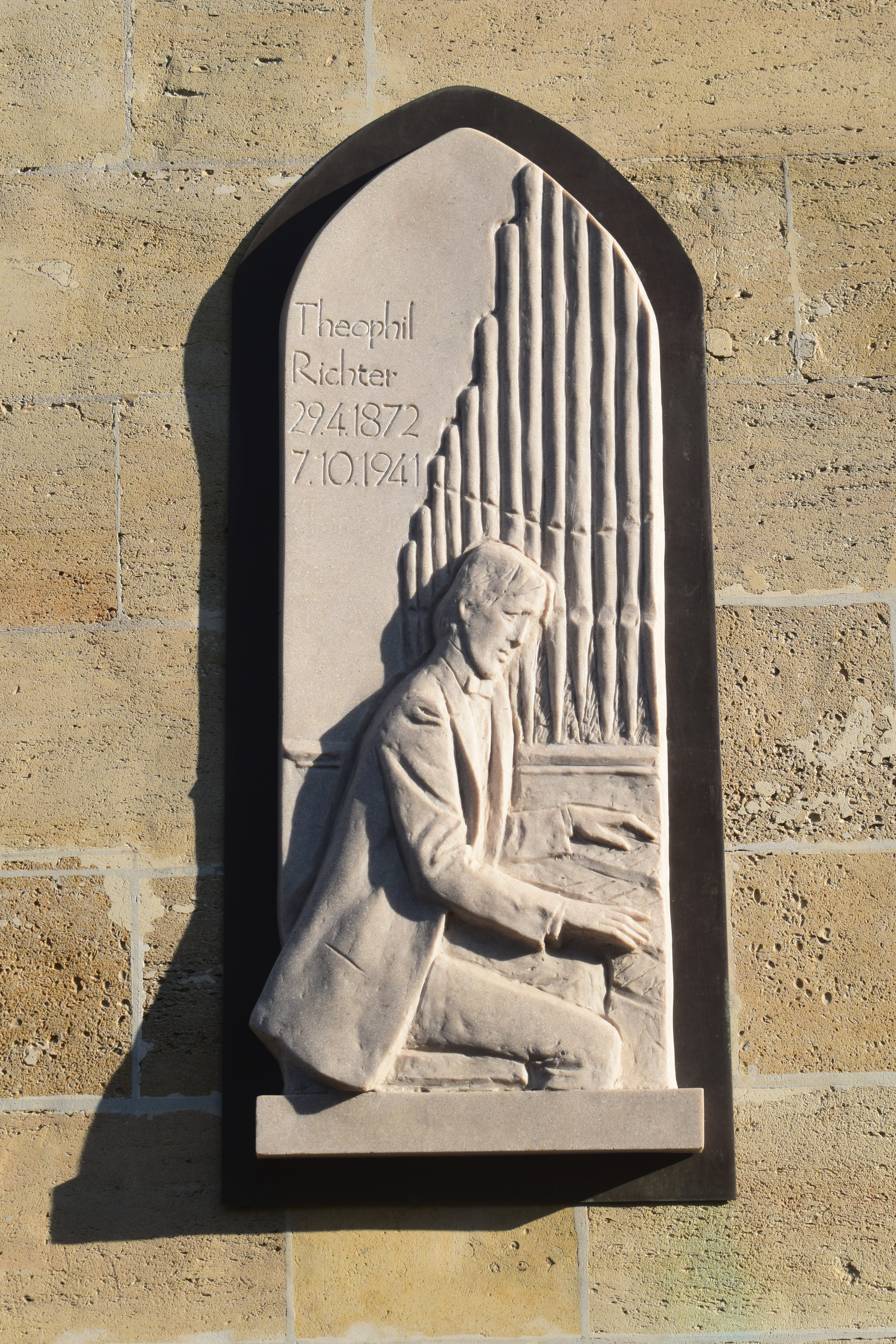
Mémorial pour Theophil Richter sur la façade de l'église luthérienne Saint-Paul d'Odessa.

La famille Richter déménage en janvier 1916 à Odessa dans le gouvernement de Kherson. Theophil Richter devient organiste et chantre de l'église luthérienne Saint-Paul d'Odessa et parallèlement enseigne le piano au conservatoire d'Odessa et accompagne à l'opéra de la ville.
En 1925-1926, alors que son fils grandissait déjà, les communistes l'accusent d'être un « travailleur d'un culte », soulignant que « de telles personnes n'ont pas le droit d'éduquer la jeunesse soviétique ». Malgré les protestations du pasteur de l'église, Schelling, Richter cesse donc de travailler pour l'église Saint-Paul et devient « artiste de l'orchestre » de l'opéra d'Odessa. C'est à cette époque que le théâtre se dote d'un petit orgue, sur lequel Richter joue des parties d'orgue. Pour subvenir aux besoins de la famille, Richter donne également des cours privés.
Lorsque l'Allemagne envahit l'URSS en juin 1941, Theophil Richter, comme tant d'autres Allemands de Russie, est arrêté en juillet; mais il n'est pas déporté en Sibérie ou en Asie centrale comme beaucoup. Il est jugé pour collaboration et condamné à mort juste avant la prise d'Odessa par les Allemands et les Roumains. Il est fusillé le 6 octobre 1941 avec vingt-trois autres. Son épouse qui ne s'entendait plus avec son mari réussit à fuir en Roumanie, puis à s'établir en Allemagne avec son amant. Elle ne reverra son fils qu'une fois, brièvement avant sa mort en 1963. Theophil Richter est réhabilité le 1er février 1962.

## Compositions
Un quatuor à cordes en fa majeur et quelques petites pièces pour piano de Theophil Richter ont survécu.